# Crowbar
«Crowbar» (з англ. — лом, або цвяходер) — американський сладж-метал гурт із міста Новий Орлеан, створений у 1990-му році. Гурт є представником Новоорлеанської метал-сцени та, значною мірою, вплинув на формування жанру сладж-метал.

## Дискографія[1]
Повноформатні альбоми (LP):
- Obedience thru Suffering (1991)
- Crowbar (1992)
- Time Heals Nothing (1995)
- Odd Fellows Rest (1996)
- Equilibrium (2000)
- Sonic Excess in Its Purest Form (2001)
- Lifesblood for the Downtrodden (2005)
- Sever the Wicked Hand (2011)
- Symmetry in Black (2014)
- The Serpent Only Lies (2016)